# Прудіус Олег Олександрович
Олег Олександрович Прудіус (нар. 27 квітня 1969). Український та американський спортсмен, зокрема гравець в американський футбол, майстер східних єдиноборств, борець та професійний реслер, більш відомий під своїм псевдонімом Володимир Козлов. Після завершення спортивної кар'єри наразі працює в Impact Wrestling як російськомовний коментатор. Набув популярності завдяки виступам у WWE, де здобув чемпіонство у командній першості WWE Tag разом із Сантіно Марелою. Він займається вільною боротьбою, регбі, футболом, самбо, кікбоксингом, дзюдо, джиу-джитсу, бразильським джиу-джитсу та змішаними єдиноборствами.
Прудіус також працював як актор, зігравши невелику роль у фільмі «25-та година» Спайка Лі, а також незначну роль у другому сезоні серіалу HBO «Дроти». Прудій також зіграв роль у фільмі Грайндхаус. Прудіус був першим українцем, який коли-небудь виступав у WWE.

## До виступів у професіному реслінгу
Прудіус здобув численні досягнення, ставши чемпіоном США з відкритого чемпіонату самбо у важкій вазі у 2005 році та міжнародним чемпіоном у важкій вазі Сполучених Штатів Америки з кікбоксінгу (USKBA). Він також грав у американський футбол за збірну України, а також за міський коледж Санта-Барбари.

## Кар'єра професійного реслера

### World Wrestling Entertainment/WWE

#### Deep South Wrestling and Ohio Valley Wrestling (2006—2008)
17 січня 2006 року World Wrestling Entertainment (WWE) оголосила, що Прудій підписав контракт і був направлений у Deep South Wrestling (DSW). 7 квітня 2006 року він дебютував під своїм справжнім ім'ям і провів свій перший матч у DSW проти Боббі Вокера.
5 травня 2006 року Прудіус провів свій перший безтрансляційний матч WWE під час домашнього шоу в Сан-Хосе, Каліфорнія, перемігши Роба Конвея. Наступної ночі на іншому домашньому шоу в Сакраменто, штат Каліфорнія, Метт Страйкер висловився на промо про Прудія, назвавши його «брудним емігрантом», змусивши Прудія напасти на нього. Потім Прудій взяв мікрофон і сказав, що він «гордий бути в Америці».
У епізоді Raw 18 грудня 2006 року Прудій виступив у ролі потенційного новачка WWE на ім'я Володимир Козлов, що стало його псевдонімом. Протягом наступних кількох тижнів Козлов давав інтерв'ю у програмі WWE, заявляючи про свою любов до WWE.

#### Перегони за титул чемпіона WWE (2008—2009)
У епізоді SmackDown 4 квітня 2008 року Козлов дебютував у WWE як хіл, з унікальною примхою — відсутності музики та відео. Його «вхід» на ринг складався з повної темряви, за винятком одиночного прожектора, що слідував за ним. У своєму першому матчі він переміг Метта Бентлі, і протягом наступних тижнів Козлов легко виграв кілька матчів, спочатку проти місцевих талантів, а потім проти таких реслерів як Колін Делані, Фунакі, Нунціо, Шеннон Мур, Джиммі Ван Ян, Джеймі Нобл і Доміно. У епізоді SmackDown від 11 липня Козлов дебютував з музикою та відео. Козлов переміг того дня Стіві Річардса.

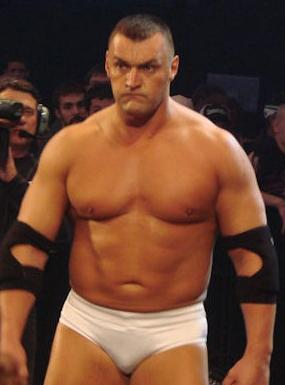
Козлов на SmackDown 2008 року

На наступних тижнях, оскільки Козлов продовжував легко вигравати матчі, він почав вимагати «кращої конкуренції». У епізоді SmackDown 12 вересня він почав шукати конкурентів з атаки на Джеффа Харді. Протягом наступних тижнів Козлов продовжуватиме атакувати як Харді, так і чемпіона WWE Тріпл Ейча, врешті-решт розпочавши невпевнену ворожнечу між ними трьома за чемпіонство WWE. У епізоді SmackDown від 7 листопада Козлов виборов матч проти Тріпл Ейча за титул WWE на Survivor Series, перемігши Трунаря шляхом дискваліфікації після того, як на нього напав Джефф Харді. Спочатку матч мав намір включати Козлова, Джеффа Харді та Тріпл Ейча, хоча Харді був видалений через травму по сюжетній лінії. Результатом цього стало додавання Еджа до матчу, поки тривав матч, і врешті-решт Едж переміг Тріпл Ейча та виграв титул.
Продовжуючи гонитву за чемпіонством WWE, Козлов не зміг виграти матч проти чемпіона ECW Метта Харді за черговий титул. Це призвело до двох зустрічей на шоу Armageddon, де Козлов здобув свою першу перемогу на pay-per view шоу, перемігши Харді в матчі без титулу. Козлов брав участь у матчі Royal Rumble 2009 року, виступаючи шостим учасником, але був усунутий Тріпл Ейчем, після того як сам усунув Великого Калі, Карліто та Монтела Вонтав'єра Портера. Потім він претендував на участь у матчі No Way Out на Elimination Chamber. Непереможна серія Козлова на телевізійних виступах в одиночних матчах закінчилася 2 березня 2009 року в епізоді Raw, в якому він зазнав поразки від Шона Майклза; перемога в цьому матчі надавала нагоду вийти проти Гробаря на WrestleMania XXV.

#### ECW (2009—2010)
13 квітня 2009 року Козлов був призначений до бренду ECW у рамках проєкту WWE Draft 2009 року. Незабаром після зміни шоу його персонаж був змінений, щоб ще більше підкреслити навчання, яке він пройшов у російських військах. Він виграв свій перший матч за цей бренд, коли легко переміг місцевого конкурента. У епізоді ECW 30 червня він разом з Вільямом Рігалом переміг Крістіана та Томмі Дріммера. Його перша поразка в одиночному змаганні на ECW відбулася 7 липня в епізоді ECW, де він програв матч претендента № 1 проти Крістіана за чемпіонство ECW.
21 липня Козлов розпочав протистояння з Ізекілем Джексоном. У епізоді ECW 18 серпня Джексон виступив у команді з чемпіоном ECW Крістіаном проти команди Козлова та претендента номер один Вільяма Регала.

#### У команді з Сантино Мареллою (2010—2011)
У епізоді Raw 6 грудня Козлов і Марелла здобули командне чемпіонство WWE, перемігши титулованих чемпіонів Хіта Слейтера та Джастіна Ґабріеля, Марка Генрі та Йоші Тацу та братів Усо у командному матчі з чотирма командами. На TLC Козлов і Марелла перемогли Слейтера та Ґабріеля шляхом дискваліфікації, щоб зберегти титул. Дует втратив титул командного чемпіонства у матчі проти Слейтера та Ґабріеля на Elimination Chamber 2011 року. Козлов повинен був бути учасником матчу з восьми чоловік на WrestleMania XXVII. Однак під час матчу WrestleMania Axxess на нього напала банда The Corre, а Кофі Кінгстон зайняв його місце на заході.
Останній матч Козлова у WWE відбувся 5 серпня в епізоді SmackDown, де він програв Марку Генрі. Після матчу Генрі зламав ліву ногу Козлову, перш ніж Шеймус зійшов на ринг і врятував його від Генрі. Того ж дня WWE оголосила про звільнення Козлова.

### Inoki Genome Federation (2011—2012)
30 серпня 2011 року було оголошено, що 3 вересня Прудіус вперше виступить після завершення кар'єри у WWE. Прудіус підписав контракт в японській компанії Inoki Genome Federation (IGF) під своїм новим псевдонімом Олександр Козлов. Він дебютував 3 вересня на Genome17, програвши Еріку Хаммеру менше ніж за три хвилини. 2 грудня Козлов переміг Монтанью Сільву. 26 травня 2012 року На Genome 20 IGF Прудіус бився з Жеромом Ле Баннером за чемпіонство IGF, але програв за три хвилини. 10 липня Прудіус отримав реванш за титул, але знову програв Джерому Ле Баннеру. Він не виступав з моменту свого останнього матчі на IGF, вирішивши зосередитися на роботі актора і каскадера.

### Impact Wrestling (2021–тепершній час)
26 квітня 2021 року Прудій приєднався до Impact Wrestling як російськомовний коментатор через Rutube. Його дебют відбувся на Rebellion 2021 року.

## Титули та досягнення

### Бойові мистецтва
- Самбо
  - USA Open Heavyweight Sambo Champion (2005)
- Кікбоксінг
  - United States Kick-Boxing Association International Heavyweight Grappling Champion

### Професійний реслінг
- Ohio Valley Wrestling
  - Чемпіон OVW в тяжкій вазі (1 раз)[24]
- Pro Wrestling Illustrated
  - Зайняв 53 місце у топ 500 кращих реслерів у PWI 2009 року[25]
- World Wrestling Entertainment/WWE
  - Командний чемпіон WWE (1 раз) — з Сантіно Мареллою[26]
  - Slammy Award (1 раз)
    - Найкраща зірка року (2008)[27]
- Wrestling Observer Newsletter
  - Найбільш переоцінений (2008)[28]
  - Найгірше відпрацьований матч року (2008) проти Тріпл Ейча та Еджа на Survivor Series[29]